# ISO 3166-2:EG

Subdivisions administratives de l'Égypte.

La norme ISO 3166-2 (seconde partie de la norme ISO 3166), édictée par l'Organisation internationale de normalisation, permet de désigner les principales subdivisions administratives d'un pays par un code en quelques chiffres et/ou lettres complétant le code ISO 3166-1 du pays.  Les données pour l'Égypte sont :
| Code   | Nom du gouvernorat en arabe romanisé | Nom du gouvernorat en français    | Nom du gouvernorat en arabe | Observations                                             |
| ------ | ------------------------------------ | --------------------------------- | --------------------------- | -------------------------------------------------------- |
| EG-DK  | Ad Daqahlīyah                        | Gouvernorat de Dakhleya           |                             |                                                          |
| EG-BA  | Al Baḩr al Aḩmar                     | Gouvernorat de la Mer-Rouge       |                             |                                                          |
| EG-BH  | Al Buḩayrah                          | Gouvernorat de Beheira            |                             |                                                          |
| EG-FYM | Al Fayyūm                            | Gouvernorat du Fayoum             |                             |                                                          |
| EG-GH  | Al Gharbīyah                         | Gouvernorat de Gharbeya           |                             |                                                          |
| EG-ALX | Al Iskandarīyah                      | Gouvernorat d'Alexandrie          |                             |                                                          |
| EG-IS  | Al Ismāٰīlīyah                        | Gouvernorat d'Ismaïlia            |                             |                                                          |
| EG-GZ  | Al Jīzah                             | Gouvernorat de Gizeh              |                             |                                                          |
| EG-MNF | Al Minūfīyah                         | Gouvernorat de Menufeya           |                             |                                                          |
| EG-MN  | Al Minyā                             | Gouvernorat de Minya              |                             |                                                          |
| EG-C   | Al Qāhirah                           | Gouvernorat du Caire              |                             |                                                          |
| EG-KB  | Al Qalyūbīyah                        | Gouvernorat de Qalyubiya          |                             |                                                          |
| EG-LX  | Al Uqşur                             | Gouvernorat de Louxor             |                             |                                                          |
| EG-WAD | Al Wādī al Jadīd                     | Gouvernorat de la Nouvelle-Vallée |                             |                                                          |
| EG-SHR | Ash Sharqīyah                        | Gouvernorat d'Ach-Charqiya        |                             |                                                          |
| EG-SU  | As Sādis min Uktūbar                 | Gouvernorat du 6 Octobre          |                             | fusionné avec le gouvernorat de Gizeh le 4 décembre 2011 |
| EG-SUZ | As Suways                            | Gouvernorat de Suez               |                             |                                                          |
| EG-ASN | Aswān                                | Gouvernorat d'Assouan             |                             |                                                          |
| EG-AST | Asyūţ                                | Gouvernorat d'Assiout             |                             |                                                          |
| EG-BNS | Banī Suwayf                          | Gouvernorat de Beni Souef         |                             |                                                          |
| EG-PTS | Būr Saٰīd                             | Gouvernorat de Port-Saïd          |                             |                                                          |
| EG-DT  | Dumyāţ                               | Gouvernorat de Damiette           |                             |                                                          |
| EG-HU  | Ḩulwān                               | Gouvernorat de Helwan             |                             | fusionné avec le gouvernorat du Caire le 4 décembre 2011 |
| EG-JS  | Janūb Sīnā'                          | Gouvernorat du Sinaï Sud          |                             |                                                          |
| EG-KFS | Kafr ash Shaykh                      | Gouvernorat de Kafr el-Cheik      | محافظة كفر الشيخ            |                                                          |
| EG-MT  | Maţrūḩ                               | Gouvernorat de Marsa-Matruh       | مطروح                       |                                                          |
| EG-KN  | Qinā                                 | Gouvernorat de Qena               |                             |                                                          |
| EG-SIN | Shamāl Sīnā'                         | Gouvernorat du Sinaï Nord         |                             |                                                          |
| EG-SHG | Sūhāj                                | Gouvernorat de Sohag              |                             |                                                          |